# Forces Armades Sudaneses
Les Forces Armades del Sudan són l'estament militar de la república del Sudan. Abans de la independència del Sudan del Sud el 2011 estaven formades per 104.800 persones en servei regular i 17.500 paramilitars. Estan regulades per la People's Armed Forces Act de 1986.
Estan formades per tres exèrcits:
- L'Exercit de Terra (Sudanese Land Force)
- La Força Aèria (Sudanese Air Force, àrab: القوّات الجوّيّة السودانيّة Al Quwwat al-Jawwiya As-Sudaniya) fundada el 1956.
- La Marina (Sudanese Navy)
- La Força de Defensa Popular
- Fins al 2011 les unitats integrades a les Forces Armades del Sudan del SPLA/EPAS
- La Força de Defensa Popular és la milícia armada del Front Nacional Islàmic i s'estima que té uns deu mil membres actius i 85.000 reservistes; aquestes forces han estat utilitzades pel govern contra els grups rebels.

L'equipament el fan principalment la Xina i Rússia. Una indústria nacional d'armament, la Military Industry Corporation, produeix munició i armes lleugeres fins a morters, encara que el govern assegura que fabrique altre material superior com vehicles blindats, tancs i fins i tot avions. Tenen un pressupost de 4.000 milions de dòlars, el 3% del PIB.
Es van fundar el 1925 amb el nom de Força de Defensa del Sudan (Sudan Defense Force) amb els elements sudanesos de l'exèrcit egipci que servien al Sudan o van optar per tornar al país (els egipcis foren repatriats). Foren de moment considerades auxiliars locals i es van formar diversos regiments regionals la major part musulmans, excepte el regiment anomenat Equatoria Corps, estacionat al sud i format per cristians. Les Forces Armades foren incrementades durant la II Guerra Mundial i van participar en les operacions a Etiòpia i Eritrea. Després van servir a la campanya del desert occidental en suport del francesos a Kufra i Jalo al desert de Líbia. El 1947 es van tancar les escoles militars i el nombre de militars fou reduït a 7.570, que eren només 5.000 a la independència el 1956. Es van ampliar a causa e la guerra civil que va durar fins al 1972. Del 1958 al 1964 van tenir el poder i el 1969 van tornar a donar un cop d'estat i van establir una segona dictadura més llarga. El 1985 van donar un tercer cop d'estat però ara per retornar el poder als civils; el 1989 assolien altre cop el poder que encara conserven.